# Gare de Rognon
La gare de Rognon est une gare ferroviaire belge, fermée, des lignes 123, de Grammont à Braine-le-Comte, via Enghien et 115, de Braine-l’Alleud à Rognon, via Tubize située dans le hameau de Rognon sur la commune de Rebecq, province du Brabant wallon en Région wallonne.

## Situation ferroviaire
La gare de Rognon était établie au point kilométrique (PK) 41,6 de la ligne 123, de Grammont à Braine-le-Comte entre la halte de Grand Champ (fermée) et la gare de Braine-le-Comte. Elle constituait aussi l'aboutissement (PK 24,1) de la ligne 115, de Braine-l’Alleud à Rognon, via Tubize.
Le chemin de fer touristique à voie étroite Rail Rebecq Rognon a remis en service près de 4,5 km de la ligne 115 entre les anciennes gares de Rebecq et Rognon.

## Histoire
La Compagnie du chemin de fer de Gand à Braine-le-Comte inaugure le 5 janvier 1867 les lignes de Melle (Gand) à Grammont et de Grammont à Braine-le-Comte (actuelles lignes 122 et 123. Cette ligne privée, financée par l'industriel Ernest Boucquéau, devait permettre l'approvisionnement en matières premières et d'acheminer la production de son usine sidérurgique de La Louvière (futures usines Gustave Boël) ; la compagnie concessionnaire en confie l’exploitation aux Chemins de fer de l’État belge.
La gare de Rognon, seul arrêt entre Enghien et Braine, est mise en service le même jour.
Une autre société privée, la Compagnie du chemin de fer de Courtrai à Braine-le-Comte, avait reçu en concession un chemin de fer passant à proximité mais n'avait pu construire que la section Courtrai - Renaix (future ligne 83) en 1869. L’État belge héritant de la concession en 1871 après avoir racheté la Société générale d'exploitation de chemins de fer (SGE), ne réalise pas la section vers Braine-le-Comte — faisant double emploi avec la ligne 123 — mais construira de 1880 à 1883 la section Renaix - Silly de la ligne 87 pour créer une continuité. Le trafic de Courtrai à Braine-le-Comte sera peu important.
Le rachat de la SGE comportait une clause attribuant à la société des Bassins Houillers (principale actionnaire) de construire à forfait pour l’État belge (en plus des lignes concédées non-encore achevées) une série de nouvelles lignes parmi lesquelles un chemin de fer de Lembecq à Rebecq et Rognon (future section de Tubize à Rognon de la ligne 115). Les travaux prennent fin le 15 novembre 1879. Rognon, désormais gare de bifurcation, n'est plus la seule gare desservant Rebecq.
Cette ligne partant de Tubize avait la particularité de s'embrancher à Rognon en direction de Braine-le-Comte au lieu d'Enghien, créant ainsi une grande boucle parallèle à la ligne Bruxelles - Mons et imposant un rebroussement aux trains dans l’autre direction. La création d'une courbe de raccordement direct, discutée par le Comité de direction des Chemins de fer de l’État dans les années 1910 au cas où le trafic venait à augmenter, n’a finalement jamais eu lieu.

### Fermeture
Sur la ligne 115, les derniers trains de voyageurs sont supprimés en 1961 ; la section Quenast - Rebecq - Rognon ferme totalement deux ans plus tard. Réduite à une simple halte (son bâtiment étant rasé en 1968) la gare de Rognon continue à voir s'arrêter des trains omnibus de la ligne 123 jusqu'à sa fermeture définitive le 29 mai 1988. La ligne à double voie est prestement démantelée.
L'association Rail Rebecq Rognon fait rouler depuis 1977 des trains à vapeur et diesel sur une voie étroite (600 mm) sur une section de l'ancienne ligne 115. Elle a prolongé son réseau[Depuis quand ?] jusqu'à la gare désaffectée de Rognon avec un quai et une deuxième voie pour remettre en tête de train la locomotive.

### Nom de la gare
À ses débuts, elle portait le nom de Rebecq-Rognon, du nom de l'ancienne commune et aussi raison de l'absence d'une gare à Rebecq, chef-lieu de la commune. Une gare est créée à Rebecq en 1879. Cette s’appellera Rebecq-Village jusqu'en 1882 où elle est rebaptisée Rebecq et celle de Rognon prend son nom actuel.

## Patrimoine ferroviaire
Le bâtiment de la gare était du plan type dit à pignons à redents. Modèle standard des Chemins de fer de l’État belge dans les années 1860 que l'on retrouve dans toutes les stations d’origine du Gand - Braine-le-Comte. Sur cette ligne, elles avaient toutes quatre travées sauf à Lierde et Gammerages (désormais détruites). La gare de Scheldewindeke est le seul exemple encore debout des bâtiments de gare construits par la Compagnie du chemin de fer de Gand à Braine-le-Comte.